# هارون كولفين
هارون كولفين (بالإنجليزية: Aaron Colvin)‏ هو لاعب كرة قدم أمريكية أمريكي، ولد في 2 أكتوبر 1991 في تلسا في الولايات المتحدة.

## وصلات خارجية
- هارون كولفين على موقع مرجع كرة القدم المحترفة.كوم (الإنجليزية)